# Гурарий, Анна Семёновна
Анна Семёновна Гурарий (нем. Anna Gourari; 3 октября 1972, Казань) — немецкая пианистка советского происхождения.

## Биография
Музыке начала учиться с 5 лет у своих родителей, преподавателей Казанской государственной консерватории Семёна Иосифовича Гурария (род. 1946) и Людмилы Ивановны Гурарий (урождённой Диденко, род. 1946). Училась у К. Шашкиной в Средней специальной музыкальной школе при Казанской консерватории. Брала уроки у В. Горностаевой. В 1986 получила первую премию на конкурсе Кабалевского в Москве, в 1989 — на первом Международном конкурсе Шопена в Гёттингене. В 1990 вместе с родителями переехала в Германию, продолжила учёбу в Высшей школе музыки в Мюнхене. В 1994 получила первую премию на первом Международном конкурсе Клары Шуман в Дюссельдорфе («Concours Clara Schumann», 1994). С этого времени началась её широкая концертная деятельность.
Анна Гурарий также преподает фортепианное мастерство в Германии, Италии, Австрии и Японии. Живет в Мюнхене.

## Репертуар
Бетховен, Шуман, Шопен, Брамс, Скрябин, Рихард Штраус, Цемлинский, Хиндемит, Барток, Прокофьев, Губайдулина, Родион Щедрин, Йорг Видман.

## Интересные факты
Сыграла одну из главных ролей в фильме Вернера Херцога «Непобедимый» (2001).